# Hubert Geresme
Jean-Baptiste Hubert Geresme, dit Hubert Geresme, né le 26 janvier 1828 à Damery (Marne) et mort le 19 août 1890 à Paris, est un militant socialiste sous le Second Empire, membre de la Commune de Paris puis déporté de Nouméa (Nouvelle-Calédonie).

## Biographie
Sous le Second Empire, Hubert Geresme exerce comme ouvrier chaisier et participe aux réunions socialistes lui permettant d'acquérir une certaine popularité dans le faubourg Saint-Antoine et à Bercy. Malgré son adhésion à l'Association internationale des travailleurs (AIT), il dispose d'un casier judiciaire vierge en raison "d'un naturel doux, peut porté aux violences, plutôt un peu tourné vers le mysticisme". Il il n'est pas condamné à de la prison ferme ni à des amendes de la part de l'Empire. 

### La Commune de Paris
Il est délégué par le 200e bataillon de la Garde nationale au Comité central de la garde nationale le 15 mars 1871. Le 26 mars, il est élu au Conseil de la Commune par le 12e arrondissement et siège à la commission de la Justice puis à celle de la Guerre. Il vote pour la création du Comité de Salut public et pour la loi sur les otages. Après la Semaine sanglante, il est condamné aux travaux forcés à perpétuité par le 3ème conseil de Guerre au bagne de Nouvelle-Calédonie.

### Après l'amnistie
Rentré à Paris après l’amnistie de 1880, il y exerce la profession de tourneur sur bois au 19 rue Étienne-Dolet et continue à militer dans les rangs socialistes au moment du boulangisme auquel il s'oppose. Déprimé, âgé et souffrant d'asthme, Géresme déclinant de jours en jours décide de se suicider au révolver en août 1890. 

### Notices biographiques
- Jules Clère, Les hommes de la Commune : Biographie complète de tous ses membres, Paris, Libraire-éditeur É. Dentu, 1871, xiv-195, 1 vol. in-18 (OCLC 457798492, lire en ligne sur Gallica), p. 94-95
- Paul Delion, Les membres de la Commune et du Comité central, Paris, A. Lemerre éditeur, août 1871, 446 p. (lire en ligne sur Gallica), p. 103-104
- Bernard Noël, Dictionnaire de la Commune, Coaraze, L'Amourier éditions, coll. « Bio », avril 2021 (1re éd. 1971), 799 p. (ISBN 978-2-36418-060-4, ISSN 2259-6976, présentation en ligne), p. 406
- Gérald Dittmar, Dictionnaire biographique illustré de la Commune de Paris de 1871, Dittmar, 2004, p. 205
- « Notice Géresme Hubert [GéresmeE Jean-Baptiste, Hubert] », sur maitron.fr, Le Maitron, dictionnaire bibliographique du mouvement ouvrier et du mouvement social, Association Les Amis du Maitron (consulté le 9 août 2021)